# 邁克·希克森
邁克·希克森（英語：Michael Hixon；1994年7月16日—）是一位美國跳水運動員。他在2010年青年奧林匹克運動會上獲得3米板項目的銅牌。他出生在麻薩諸塞州。
2016年的里約熱內盧奧運會，獲得男子單人彈板－第十名、男子雙人彈板－銀牌（第二名）

## 外部連結
- 邁克·希克森的Instagram帳戶 （页面存档备份，存于）